# Presos de Bragado
Se conoce como los presos de Bragado a un caso de tortura y violencia política en Argentina, durante la llamada Década Infame (1930-1942), en el cual decenas de personas fueron arbitrariamente detenidas y torturadas por la policía, acusadas falsamente de haber puesto una bomba el 5 de agosto de 1931 en el pueblo de Bragado (provincia de Buenos Aires), en la casa del político conservador José María Blanch, causando la muerte a dos familiares de este.
El 16 de agosto, la policía detuvo al obrero ferroviario Pascual Vuotto en la estación de ferrocarril de Blas Durañona (partido de Veinticinco de Mayo), donde trabajaba; al obrero ferroviario Julián Ramos, en Mechita; a los obreros ladrilleros Reclús De Diago y Juan Rossini en Castelar, y al obrero ladrillero Santiago Mainini en Lomas del Mirador.
Uno de los acusados, Juan Perutti ―militante de la Unión Cívica Radical―, se suicidó mientras se encontraba detenido.
Otros cinco resultaron condenados a cadena perpetua por homicidio: Pascual Vuotto, Julián Ramos, Reclús De Diago, Juan Rossini y Santiago Mainini. Los cinco condenados eran obreros y militantes anarquistas. Entre las pruebas ignoradas por la justicia se encontraba la declaración del médico policial que fue testigo de las torturas.
Las torturas y la arbitrariedad evidente de las acusaciones generaron un escándalo político y un fuerte movimiento social de apoyo a los presos y condena a los gobiernos involucrados: la dictadura militar de José Félix Uriburu (1930-1932) y el gobierno del conservador Agustín P. Justo (1932-1936).
Los militantes permanecieron presos desde 1931 hasta 1942, cuando la presión popular llevó al gobernador de Buenos Aires a reducir la pena a 17 años, una medida que permitía la liberación inmediata de los condenados ya que se había vuelto conocida la inocencia de los mismos desde 1940 sin embargo permanecían presos.
En marzo de 1946 serían indultados por el Presidente Juan Domingo Perón por gestiones de Evita quien se interesó en el caso en 1942 tras una visita a Junin y Bragado siendo actriz.
En 1985 se descubrió que el asesinato había sido realizado por un dirigente opositor del mismo partido conservador.
El 16 de febrero de 1993 falleció el último «preso de Bragado», Pascual Vuotto.
El 28 de julio de 1993 ―cinco meses después de la muerte de Vuotto, y cincuenta y dos años después de los hechos―, el Congreso Nacional aprobó la ley 24.233, para desagraviar la injusta sentencia contra De Diago, Mainini y Vuotto y en homenaje a la memoria de todos los presos de Bragado.
En 2002, luego de llegar a un acuerdo, la provincia de Buenos Aires dispuso por ley 12.931 otorgar a Themis Vuotto ―hija sobreviviente de uno de los presos―, una pensión vitalicia equivalente a la pensión social Islas Malvinas.